# Munhoz de Melo
Munhoz de Melo là một đô thị thuộc bang Paraná, Brasil. Đô thị này có diện tích 137,018 km², dân số năm 2007 là 3688 người, mật độ 23,6 người/km².